# Monoszló
Monoszló là một thị trấn thuộc hạt Veszprém, Hungary. Thị trấn này có diện tích 7,46 km², dân số năm 2010 là 133 người, mật độ 18 người/km².